# Wanderlust (série télévisée)
Pour les articles homonymes, voir Wanderlust (homonymie).
Wanderlust est une série télévisée britannique en six épisodes d'environ 56 minutes créée par Nick Payne et diffusée du 4 septembre au 9 octobre 2018 sur BBC One, et le 19 octobre 2018 sur Netflix, la rendant ainsi accessible dans les pays francophones.

## Synopsis
Joy Richards, une thérapeute, tente de raviver la flamme dans son couple et se demande si la monogamie est la meilleure solution. Autour d'elle, d'autres couples, jeunes ou moins jeunes, s'aiment et se déchirent...

## Fiche technique
- Titre original : Wanderlust
- Création : Nick Payne (en)
- Pays de production : Royaume-Uni
- Langue originale : anglais

## Distribution
- Toni Collette (VF : Gaëlle Savary) : Joy Richard
- Steven Mackintosh (VF : Jérôme Pauwels) : Alan Richard
- Zawe Ashton (VF : Fily Keita) : Claire Pascal
- Joe Hurst (VF : Benjamin Bollen) : Tom Richard
- Emma D'Arcy (VF : Fanny Bloc) : Naomi Richards
- Anya Chalotra (VF : Léopoldine Serre) : Jennifer Ashman (5 épisodes)
- Celeste Dring (VF : Marie Diot) : Laura Richard (5 épisodes)
- Paul Kaye (VF : Antoine Nouel) : Lawrence (5 épisodes)
- William Ash (VF : Sébastien Desjours) : Marvin Walters (2 épisodes)
- Royce Pierreson (VF : Jean-Baptiste Anoumon) : Jason Hales (5 épisodes)
- Andy Nyman (VF : Jean-Marc Charrier) : James (5 épisodes)
- Sophie Okonedo (VF : Chantal Baroin) : Angela (4 épisodes)
- Anastasia Hille (VF : Dominique Vallée) : Rita Bellows (4 épisodes)
- Jeremy Swift (VF : Olivier Chauvel) : Neil Bellows (3 épisodes)
- Dylan Edwards (VF : Mustapha Abourachid) : Marc (3 épisodes)

 Source et légende : version française (VF) sur RS Doublage

## Épisodes
Les épisodes, sans titre, sont numérotés de un à six.